# Karl Roos
Karl Johannes Roos (født 14. april 1914 i Nexø på Bornholm, død 7. april 1951 i København) var en dansk manuskriptforfatter, kortfilminstruktør og filmskribent.
Karl Roos blev filmanmelder ved Arbejderbladet i 1935. Der mødte han Theodor Christensen og sammen med ham skrev Karl Roos den første danske bog om filmteori, Film (1936).
Bogen var det første danske forsøg på at skrive en dansk filmteori. Roos og Christensen lavede også flere film sammen, bl.a. C - et Hjørne af Sjælland, og Karl Roos var medforfatter til Bjørn Rasmussens pioneropslagsværk Filmens Hvem Hvad Hvor (1950). Karl Roos var bror til Jørgen Roos og far til Ole Roos, Lise Roos, Susanne Roos og Gerd Roos. 
I 1940'erne var Karl Roos desuden speaker på danske og udenlandske dokumentarfilm.
Karl Roos er begravet på Søndermark Kirkegård på Frederiksberg.

## Filmografi i udvalg
- C - et Hjørne af Sjælland, 1938
- Iran - det nye Persien, 1938
- Jens Langkniv, 1941
- Brødrene Dahl-Filmen, 1942
- Mærkelige dyr, 1944